# Режет (река)
Режет (в верховье Чеше) — река в России, протекает в Краснодарском крае. Устье реки находится в 104 км по правому берегу реки Пшехи. Длина реки — 12 км, площадь водосборного бассейна — 35,4 км².

## Данные водного реестра
По данным государственного водного реестра России относится к Кубанскому бассейновому округу, водохозяйственный участок реки — Белая. Речной бассейн реки — Кубань.
Код объекта в государственном водном реестре — 06020001112108100004816.